# Will-ill
「will-ill」は、ロックバンド・凛として時雨のギター・ボーカルであるTKがTK from 凛として時雨名義として、2021年10月13日にソニー・ミュージックアソシエイテッドレコーズから発売した6枚目のシングル。

## 背景と制作
本曲は、2021年10月1日より放送されたテレビアニメ『15周年 コードギアス 反逆のルルーシュ』のエンディングテーマである。『15周年 コードギアス』は『コードギアス』シリーズの放送開始15周年を記念して企画された、2006年オンエアのテレビアニメ『コードギアス 反逆のルルーシュ』を再放送する番組であり、オープニングテーマとエンディングテーマは当時のものから刷新されていた。この曲はその第一クールエンディング曲であり、TKが『コードギアス 反逆のルルーシュR2』まで全話視聴し、ストーリーに沿って書き下ろした新曲になっている。

長い時を経てこれだけの名作アニメに新たな命を吹き込めるということで大変光栄です。作品すべてのステージを見て、魅力にいつの間にか溺れそうになりながらもその先に自分が映せるものを想像しながら作らせていただきました。緻密でいて大胆なストーリーとその美しさを少しでも彩れるよう、絶望を添えて捧げます。
—TK,『15周年 コードギアス』エンディング曲担当決定の際のコメントから

音楽ナタリーの特集による谷口悟朗とTKによる対談では、TKが「一度終幕している作品のエンディングを改めて作ることのハードルの高さはすごく感じた」と語っているが、既に完結しているアニメを観ることができたというのは今までにないパターンであった。その為、「視覚的に物語を追えるのは、ものすごく曲をイメージしやすかった」という。TKは「いろんな意味での“愛”」を中心に楽曲を描いたが、谷口悟朗の「愛に満ちた音楽や包み込むような音楽にはしないでほしい」というメッセージを「優しく包み込むような愛ではない」と解釈し、それを踏まえつつ「すごく広い世界で孤独を感じていて、そこに1本の糸がつながれている……「愛」でつながれている」ようなイメージを土台に曲を書いた。歌詞は「主人公・ゼロが作ろうとしている世界に無限の可能性を感じつつ、物語のエッセンスや人物を、Aメロに数字を当てはめて書いていった」と語り、劇中の様々なシーンを思い出せるような作りにしている。
ねとらぼ調査隊が、2021年10月21日から10月28日までに「2021年秋アニメのOP・ED曲で一番好きなのは？」というテーマで実施したアンケートでは、得票数は177票、得票率は42.1％で第1位を獲得している。

## 沿革とリリース
2021年8月5日に『15周年 コードギアス』のエンディングテーマを担当することが発表、8月27日にタイトルが「will-ill」に決定した。10月2日にはFM802の「802 Palette」でラジオ初オンエアされ、翌日の10月3日に先行配信。
10月13日にシングルリリース、また完全限定盤CDとして発売もされ、ジャケットはアニメのビジュアルが使用されたオリジナルデザインのものとなっている。また同日に発売されたTK自身初のベスト・アルバム『egomaniac feedback』にも収録されている。ミュージック・ビデオは10月15日にYouTubeでプレミア公開、映像作家の朝田洋介がCGを大胆に使用し、TKの音楽とコードギアスの持つ刹那的な魅力を表現したものとなっている。
| 形態       | 規格 | 規格品番  |
| ---------- | ---- | --------- |
| 完全限定盤 | CD   | AICL-4126 |

## 収録曲
| 全作詞・作曲: TK from 凛として時雨。 |                                 |                      |                      |                                |       |
| #                                    | タイトル                        | 作詞                 | 作曲・編曲           | 編曲                           | 時間  |
| 1.                                   | 「will-ill」                    | TK from 凛として時雨 | TK from 凛として時雨 | 吉田篤貴, TK from 凛として時雨 | 05:09 |
| 2.                                   | 「will-ill (ill instrumental)」 | TK from 凛として時雨 | TK from 凛として時雨 | 吉田篤貴, TK from 凛として時雨 | 05:09 |
| 3.                                   | 「will-ill (TV EDIT)」          | TK from 凛として時雨 | TK from 凛として時雨 | TK from 凛として時雨           | 01:31 |
| 合計時間:                            | 合計時間:                       | 合計時間:            | 11:49                |                                |       |